# شورش کنمو
شورش کنمو (به ژاپنی: 建武の乱 けんむのらん)، یک اصطلاح کلی برای یک سری نبردهایی است که بین رژیم کنمو/ امپراتور گو-دایگو و آشیکاگا تاکائوجی و خاندان آشیکاگا در طی تجدید حیات کنمو، از روز ۱۹ ماه یازدهم، سال دوم کنمو (۲ ژانویه ۱۳۳۶) تا روز دهم از ماه دهم، سال سوم کنمو (۱۳ نوامبر، ۱۳۳۶)، رخ داد. شورش انگن نیز نامیده می‌شود. در یک مفهوم گسترده، همچنین شامل ناآرامی‌های دیگری است که در طول رژیم کنمو (تجدید حیات کنمو) رخ داده است، مانند شورش ناکاسندای.
در پایان این شورش طرف خاندان آشیکاگا پیروز شد، دولت کنمو سقوط کرد و شوگون‌سالاری موروماچی تأسیس شد. از سوی دیگر، امپراتور گو-دایگو نیز بلافاصله پس از صلح به یوشینو گریخت و یک بارگاه امپراتوری جدید (دربار جنوبی) تأسیس کرد. پس از آن یک جنگ داخلی بین دربار شمالی که توسط شوگون‌سالاری موروماچی حمایت می‌شد و دربار جنوبی آغاز شد.
برخی از نبردهای شورش کنمو عبارتند از:
- شورش ناکاسندای (۱۳۳۵)
- نبرد هاکونه-تاکه‌نوشیتا (ژانویه ۱۳۳۶)
- نبرد تاتاراهاما (۱۳۳۶) (آوریل ۱۳۳۶)
- نبرد میناتوگاوا (ژوئیه ۱۳۳۶)
- نبرد اومی (۳ نوامبر ۱۳۳۶) آخرین نبرد

## نام گذاری
نام این سری از شورش‌ها از نام دوره ژاپنی کنمو منشأ می‌گیرد.
در طول دوره میجی، یک فرمان امپراتوری مورخ ۳ مارس ۱۹۱۱ نشان داد که پادشاهان قانونی حاکم در این دوره از نوادگان مستقیم امپراتور گو-دایگو از طریق امپراتور گو-موراکامی بودند. دربار جنوبی (نانچو، 南朝, nanchō) در تبعید در یوشینو، نزدیک نارا تأسیس شده بود.
تا پایان دوره ادو، امپراتورهای مدعی برتر از نظر نظامی که توسط شوگون‌سالاری آشیکاگا حمایت می‌شدند، به‌اشتباه در گاه‌شماری‌های امپراتوری گنجانده شده بودند، علی‌رغم این واقعیت مسلم که حقوق و امتیاز امپراتوری در اختیار آنها نبود. دربار غیرقانونی دربار شمالی یا هوکوچو (北朝, hokuchō) توسط آشیکاگا تاکائوجی در کیوتو تأسیس شده بود.